# Crustulina obesa
Crustulina obesa är en spindelart som beskrevs av Lucien Berland 1920. Crustulina obesa ingår i släktet Crustulina och familjen klotspindlar. Inga underarter finns listade i Catalogue of Life.